# Edward Banks (Politiker, 1836)
Edward Bartels Banks (* 1. Januar 1836 in Hamburg; † 22. Mai 1883 ebenda) war ein deutscher Anwalt, Politiker und Mitglied der Hamburgischen Bürgerschaft und des Reichstages.

## Leben
Banks war ein Sohn des Hamburger Syndikus und Bundesgesandten Edward Banks. Johann Heinrich Bartels war sein Großvater, Otto Beneke war sein Schwager. Banks besuchte die Schule in Hamburg und später in Lübeck das Katharineum zu Lübeck bis zum Abitur Ostern 1855. Anschließend studierte er in Tübingen und Göttingen Rechtswissenschaften. In Tübingen wurde er 1855 Mitglied der Burschenschaft Germania.
Nach einer knapp eineinhalb Jahre dauernden Weltreise ließ er sich 1860 in Hamburg als Rechtsanwalt nieder. 1865 trat Salomon Abendana Belmonte in die Kanzlei ein.
Banks wurde 1866 in die Hamburgische Bürgerschaft gewählt, der er als Mitglied der Fraktion der Linken angehörte.
Banks wurde als Kandidat der Deutschen Fortschrittspartei in der Reichstagswahl 1871 für den Reichstagswahlkreis Freie und Hansestadt Hamburg 2 gewählt. 1874 verlor er seinen Wahlkreis gegen Hermann Joachim Eduard Schmidt. In einer Nachwahl konnte er 1874 das Mandat für den Berliner Wahlkreis 6 gewinnen. 1877 unterlag er Wilhelm Hasenclever und schied aus dem Reichstag aus.
Banks war verheiratet mit Adele Malwine Olivia Richter. Sie hatten vier Kinder.
1883 beging er in Hamburg Selbstmord.